# ازدواج همجنس در تایوان

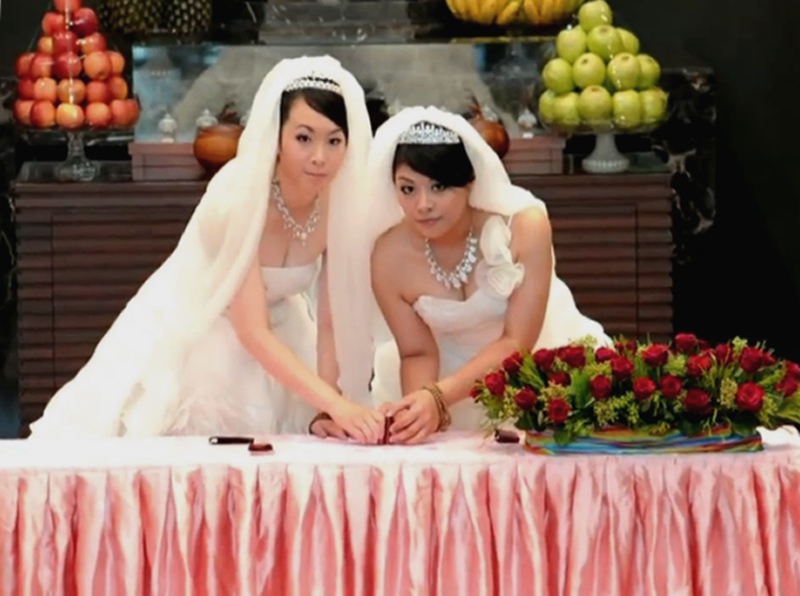
ازدواج همجنسان در تایوان

ازدواج همجنس‌ در تایوان از ۲۴ مه ۲۰۱۹ قانونی شد. این کشور نخستین کشور آسیایی بود که ازدواج همجنس را به رسمیت شناخت.